# Dwight Bialowas
Dwight Joseph Bialowas (* 8. September 1952 in Regina, Saskatchewan) ist ein ehemaliger kanadischer Eishockeyspieler, der im Verlauf seiner aktiven Karriere zwischen 1969 und 1978 unter anderem 164 Spiele für die Atlanta Flames und Minnesota North Stars in der National Hockey League (NHL) auf der Position des Verteidigers bestritten hat.

## Karriere
Bialowas verbrachte seine Juniorenzeit zwischen 1969 und 1972 bei den Regina Pats aus seiner Geburtsstadt, mit denen er zunächst in der Saskatchewan Junior Hockey League (SJHL) spielte, ehe die Mannschaft im Sommer 1970 in die Western Canada Hockey League (WCHL) aufgenommen wurde. Parallel dazu besuchte der Verteidiger die University of Saskatchewan. Im Anschluss an sein drittes und letztes Jahr bei den Pats, in dem er deren Mannschaftskapitän war, wurde Bialowas im NHL Amateur Draft 1972 bereits in der zweiten Runde an 18. Position von den Atlanta Flames aus der National Hockey League (NHL) ausgewählt.
Die Flames holten den Kanadier nach dem Draft in den Profibereich und setzten ihn ab der Saison 1972/73 bei ihrem Farmteam Omaha Knights in der Central Hockey League (CHL) ein. Mit den Knights konnte der Abwehrspieler in seiner Rookiespielzeit den Adams Cup gewinnen. In der Folge verblieb Bialowas zunächst im Kader Omahas, ehe er zum Jahresbeginn 1974 für die Atlanta Flames in der NHL debütierte. Darüber hinaus kam er im weiteren Saisonverlauf auch sporadisch für die Nova Scotia Voyageurs in der American Hockey League (AHL) zu Einsätzen. In der ersten Hälfte des Spieljahres 1974/75 gehörte der Defensivakteur zum Stammkader Atlantas und absolvierte bis Anfang Januar 1975 insgesamt 37 Partien, ehe er gemeinsam mit Dean Talafous zu den Minnesota North Stars transferiert wurde. Die North Stars sicherten sich im Gegenzug die Dienste von Barry Gibbs.
Bei den North Stars beendete Bialowas die Spielzeit, pendelte jedoch ab der folgenden Saison zwischen dem NHL-Aufgebot Minnesotas und dem des AHL-Kooperationspartners New Haven Nighthawks. Nachdem er zur Saison 1977/78 von Minnesotas Management vollends zum CHL-Farmteam Fort Worth Texans abgeschoben worden war, mit denen er am Saisonende seinen zweiten Adams Cup gewann, beendete Bialowas im Alter von 25 Jahren seine aktive Karriere vorzeitig.

## Erfolge und Auszeichnungen
- 1973 Adams-Cup-Gewinn mit den Omaha Knights
- 1978 Adams-Cup-Gewinn mit den Fort Worth Texans

## Karrierestatistik
(Legende zur Spielerstatistik: Sp oder GP = absolvierte Spiele; T oder G = erzielte Tore; V oder A = erzielte Assists; Pkt oder Pts = erzielte Scorerpunkte; SM oder PIM = erhaltene Strafminuten; +/− = Plus/Minus-Bilanz; PP = erzielte Überzahltore; SH = erzielte Unterzahltore; GW = erzielte Siegtore; 1 Play-downs/Relegation; Kursiv: Statistik nicht vollständig)